# William Henry
William Henry (12 de desembre de 1775, Manchester, Anglaterra - 2 de setembre de 1836, Pendlebury, Lancashire, Anglaterra), fou un metge i químic anglès que en 1803 proposà la llei de Henry, que indica que la quantitat d'un el gas dissolt per un líquid és proporcional a la pressió del gas sobre el líquid, sempre que no es produeixi cap reacció química.
Henry era fill de Thomas Henry (1734-1816) un farmacèutic autor de diversos llibres de química i fundador, el 1781, de la Manchester Literary and Philosophical Society. Completà els seus estudis a Manchester i després treballà de secretari d'un metge. El 1795 anà a estudiar medicina a Edimburg, però deixà d'estudiar i fins al 1805 no reinicià els estudis. Obtingué el títol de doctor el 1807 i inicià la seva feina a Manchester. Degut a problemes de mala salut, causats per un accident, el 1797 hagué de retirar-se de la pràctica mèdica, i es dedicà a la recerca química, especialment l'estudi dels gasos, aprofitant el laboratori del seu pare. La seva primera comunicació fou un intent, en oposició a Austin, Beddoes i altres, d'establir que el carboni havia de classificar-se entre els elements químics, però després de descobrir una fal·làcia en el seu raonament, la corregí en un document posterior. El 1800 publicà les seves experiències sobre l'àcid muriàtic, realitzades amb la intenció de descobrir un element desconegut associat amb l'oxigen en la composició del gas; però després del descobriment de la naturalesa real de l'àcid per Humphry Davy, fou un dels primers conversos de la nova teoria.
Un dels seus treballs més coneguts descriu els experiments realitzats sobre la concentració de gasos dissolts per l'aigua a diferents temperatures i sota diferents pressions. Els seus resultats es coneixen avui com la llei de Henry. Els seus altres treballs tracten l'anàlisi de gasos, la humitat de foc, el gas il·luminant, la composició de l'àcid clorhídric i l'amoníac, les concrecions urinàries i altres mòrbides i els poders desinfectants de la calor. Fou un dels fundadors de l'Institut de Mecànica que es convertí en l'Institut de Ciència i Tecnologia de la Universitat de Manchester. Fou guardonat amb la Medalla Copley el 1808 i l'any següent es convertí en membre de la Royal Society. Els seus Elements de Química Experimental tingueren 11 edicions durant 30 anys.
A intervals de la seva vida, Henry patí molt de dolors neuràlgics. Aquests es tornaren tan severs que fou necessari l'extirpació dels nervis principals de la mà, però això no impedir l'alleujament esperat i, finalment, la irritació de tot el sistema nerviós el privà del somni i causà la seva mort el 2 de setembre de 1836.